# 卡彭特斯維爾 (伊利諾伊州)
卡彭特斯維爾（英語：Carpentersville）是位於美國伊利諾伊州凱恩縣的一個村落。

## 地理
卡彭特斯維爾的座標為42°07′16″N 88°16′29″W / 42.12111°N 88.27472°W，而該地最高點為海拔高度271米（即889英尺）。

## 人口
根據2010年美國人口普查的數據，卡彭特斯維爾的面積為20.96平方千米，當中陸地面積為20.45平方千米，而水域面積為0.51平方千米。當地共有人口37691人，而人口密度為每平方千米1,798人。